# Pere Estelrich i Fuster
Pere Estelrich i Fuster (Santa Margalida, Mallorca, 1845 - Palma, 1912). Enginyer Agrònom i catedràtic d'agricultura a l'Institut Balear.
Va ser pensionat per la Diputació Provincial de les Balears per estudiar a Holanda i França. Col·laborà a l'almanac de "El Isleño" i a "Museo Balear", a més de a "El Porvenir de Mallorca", "El Agricultor Balear" i "Anuario Agrícola Mallorquín". Escrigué "La higuera y su cultivo en Mallorca" (1888), "Guia práctica para la aplicación de les abonos químicos o minerales con las fórmula calculadas para los terrenos de las Islas Baleares" (1907), "El almendro y su cultivo en el mediodía de España e Islas Baleares" (1907), "El albaricoque, el cerezo y el cirueo" (1908).
És autor amb Ignasi Moragues i Josep Capdepont de "Catálogo metódico de los coleópteros observados en las Islas Baleares" (1885) i de "Las cuevas del Pirata del predio Son Forteza del término de Manacor" (1897). Traduí al castellà "Un hiver à Majorque" de George Sand (1902).